# 2023年8月

## 8月1日
- 位于乌克兰首都基辅的祖国之母雕塑中的苏联国徽被拆除，改成乌克兰国徽。[1]
- 马来西亚前首相马哈迪·莫哈末因细菌感染被送入国家心脏中心接受治疗[2]。

## 8月3日
- 韩国京畿道城南市盆唐線書峴站附近发生持刀伤人事件，造成1人死亡、13人受伤。其后当地接连出现（朝鲜语：2023년 대한민국 연쇄 흉기 난동 사건）攻击事件及杀人预告[3][4]。

## 8月5日
- 中国海警在南海向菲律宾往仁爱礁运送补给物资及轮换部队的船只发射水炮[5]。
- 英国倫敦東區塔村區红砖巷一面涂鸦墙壁出现由中国留学生喷上的“社会主义核心价值观”，引发大批人士前往二次创作[6]。

## 8月6日
- 中国山东省德州市平原县发生規模5.5級地震，震源深度10千米[7]。为德州市和周边地区有记录以来最强烈的地震[8]。

## 8月9日
- 2023年厄瓜多爾總統選舉候選人費爾南多·維拉維森修在首都基多出席競選集會後遭不明人士槍擊身亡[9]。

## 8月10日
- 美国夏威夷州毛伊岛发生山火，造成53人死亡。总统乔·拜登宣布夏威夷遭受重大灾难[10]。

## 8月11日
- 俄羅斯聯邦太空總署研制的月球登陸器月球25號於東方太空發射場發射升空，為俄羅斯自1976年以來的首個月球登陸器[11]。
- 加拿大當局宣布2023年加拿大野火已經成為該國史上最嚴重的野火季[12]。

## 8月14日
- 俄羅斯達吉斯坦共和國首府馬哈奇卡拉一座加油站發生爆炸，造成35人死亡、80人受傷[13][14]。

## 8月20日
- 西班牙國家女子足球隊於國際足協女子世界盃決賽以1:0戰勝英格蘭，獲得國際足協女子世界盃冠軍。[15]
- 俄羅斯聯邦太空總署研製的月球25号無人探測器因技術問題失聯並墜毀於月球表面[16]。
- 2023年危地马拉大选由贝尔纳多·阿雷瓦洛当选。

## 8月21日
- 英国曼彻斯特刑事法院（英语：Manchester Crown Court）判处杀害7名婴儿的护士露西·莱比终身监禁，此人为现代英国历史上杀害儿童最多的连环杀人犯。[17]

## 8月22日
- 柬埔寨国会選舉洪接替洪森為新任首相[18]。
- 泰国国会選舉為新任總理[19]。
- 结束15年逃亡生涯回国的泰国总理被泰国最高法院裁定三项贪腐罪名成立，判刑8年[20]。
- 2023年金砖国家峰会在南非開幕[21]。

## 8月23日
- 印度月球探测器月船3号在月球南极附近成功着陆[22]。
- 瓦格納集團兵變满两个月，一架巴西航空工業萊格賽600客机在俄罗斯特维尔州库任基诺坠毁，造成10人死亡，其中死者包括瓦格纳集团首脑叶夫根尼·普里戈任、德米特里·乌特金[23]。

## 8月24日
- 日本福岛第一核电站正式启动核废水排海计划。[24]
- 阿根廷、埃及、埃塞俄比亚、伊朗、沙特阿拉伯和阿联酋六国在2023年金砖国家峰会上，获接纳为金砖国家成员国，2024年1月1日正式生效。[25]

## 8月25日
- 兩架乌克兰空军L-39M1訓練飛機在烏克蘭日托米爾州辛古里發生相撞事故，造成3人死亡，其中死者包括戰機飛行員安德烈·皮爾希科夫和另外2名飛行員[26]。

## 8月27日
- 在匈牙利布达佩斯举办的2023年世界田径锦标赛闭幕，美国代表团获得最多面金牌。[27]

## 8月30日
- 加蓬軍方拒絕承認该国总统阿里·邦戈·翁丁巴在2023年大选（英语：2023 Gabonese general election）中的胜选结果，发动政变推翻其近14年的统治[28][29]。

## 8月31日
- 南非約翰內斯堡一座住宅樓發生火災，造成76人死亡、88人受傷。成為南非歷年傷亡人數最多的火災事故[30]。